# Trézény
Trézény [tʁezeni] est une commune française située dans le département des Côtes-d'Armor, en région Bretagne.

## Géographie

### Communes limitrophes
|        | Kermaria-Sulard |           |
| Rospez | Trézény         | Coatréven |
|        | Lanmerin        |           |

### Hydrographie
Pour un article plus général, voir Réseau hydrographique des Côtes-d'Armor.
La commune est située dans le bassin Loire-Bretagne. Elle est drainée par le ruisseau de Kernélégan,.

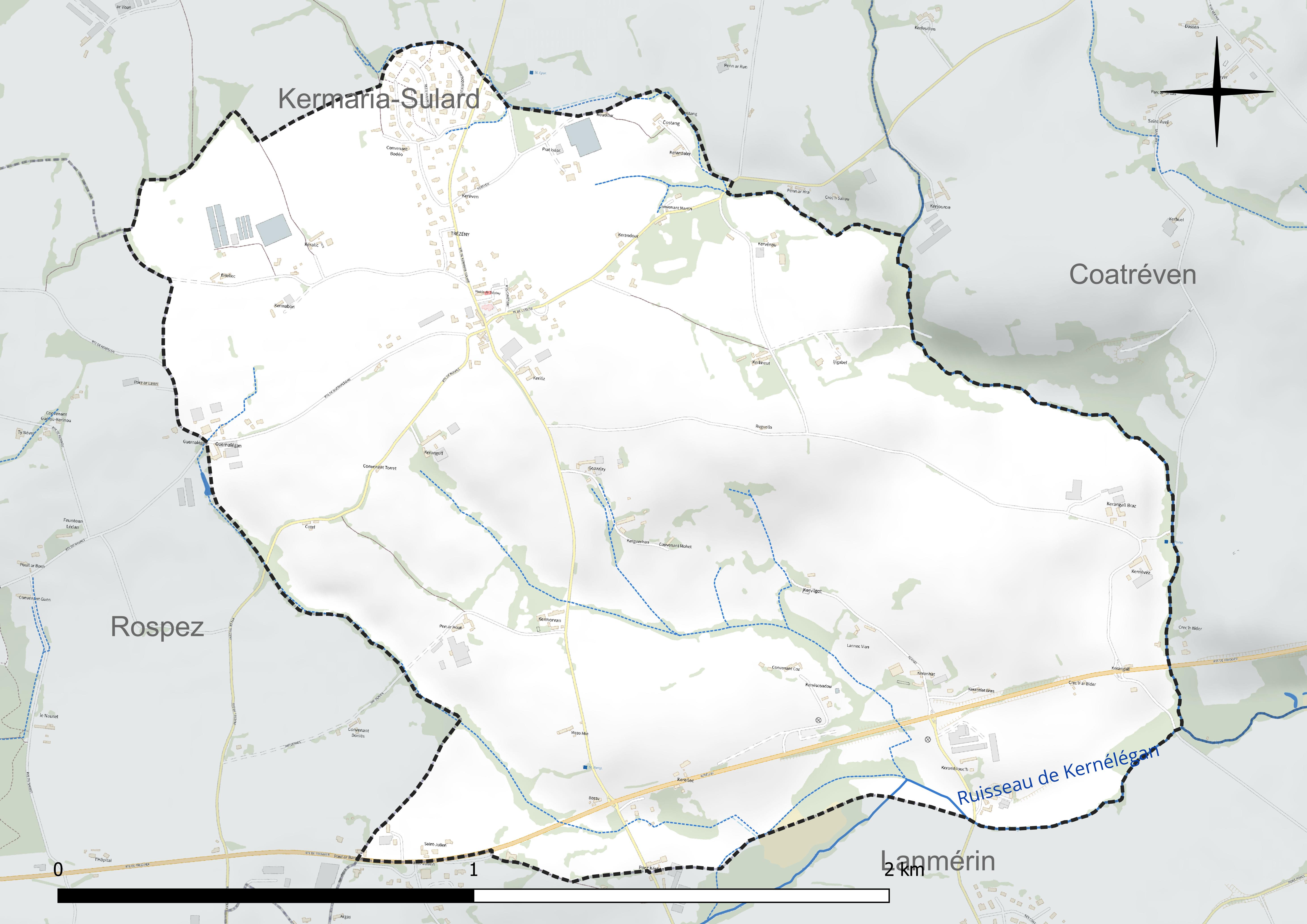
Réseau hydrographique de Trézény.

### Climat
Pour des articles plus généraux, voir Climat de la Bretagne et Climat des Côtes-d'Armor.
En 2010, le climat de la commune est de type climat océanique franc, selon une étude du CNRS s'appuyant sur une série de données couvrant la période 1971-2000. En 2020, Météo-France publie une typologie des climats de la France métropolitaine dans laquelle la commune est exposée à un climat océanique et est dans la région climatique Finistère nord, caractérisée par une pluviométrie élevée, des températures douces en hiver (6 °C), fraîches en été et des vents forts. Parallèlement l'observatoire de l'environnement en Bretagne publie en 2020 un zonage climatique de la région Bretagne, s'appuyant sur des données de Météo-France de 2009. La commune est, selon ce zonage, dans la zone « Intérieur  », exposée à un climat médian, à dominante océanique.
Pour la période 1971-2000, la température annuelle moyenne est de 11,2 °C, avec  une amplitude thermique annuelle de 10,3 °C. Le cumul annuel moyen de précipitations est de 891 mm, avec 14,6 jours de précipitations en janvier et 8 jours en juillet. Pour la période 1991-2020, la température moyenne annuelle observée sur la station météorologique la plus proche, située sur la commune de Lannion à 7 km à vol d'oiseau, est de 11,6 °C et le cumul annuel moyen de précipitations est de 929,5 mm,. Pour l'avenir, les paramètres climatiques de la commune estimés pour 2050 selon différents scénarios d’émission de gaz à effet de serre sont consultables sur un site dédié publié par Météo-France en novembre 2022.

## Urbanisme

### Typologie
Au 1er janvier 2024, Trézény est catégorisée commune rurale à habitat dispersé, selon la nouvelle grille communale de densité à 7 niveaux définie par l'Insee en 2022.
Elle est située hors unité urbaine. Par ailleurs la commune fait partie de l'aire d'attraction de Lannion, dont elle est une commune de la couronne,. Cette aire, qui regroupe 40 communes, est catégorisée dans les aires de 50 000 à moins de 200 000 habitants,.

### Occupation des sols
L'occupation des sols de la commune, telle qu'elle ressort de la base de données européenne d’occupation biophysique des sols Corine Land Cover (CLC), est marquée par l'importance des territoires agricoles (100 % en 2018), en augmentation par rapport à 1990 (92,7 %). La répartition détaillée en 2018 est la suivante : 
terres arables (68,1 %), zones agricoles hétérogènes (31,9 %). L'évolution de l’occupation des sols de la commune et de ses infrastructures peut être observée sur les différentes représentations cartographiques du territoire : la carte de Cassini (XVIIIe siècle), la carte d'état-major (1820-1866) et les cartes ou photos aériennes de l'IGN pour la période actuelle (1950 à aujourd'hui).

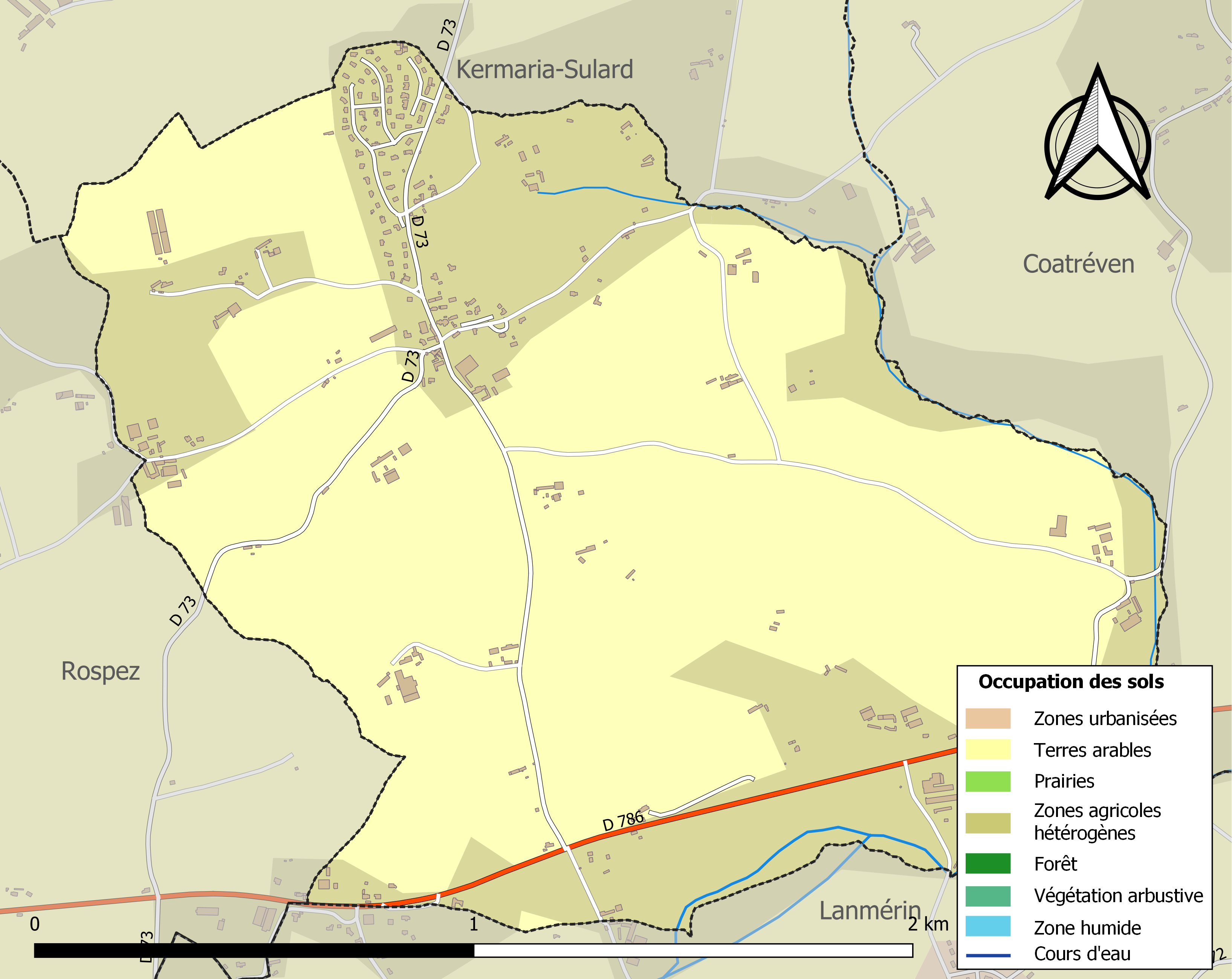
Carte des infrastructures et de l'occupation des sols de la commune en 2018 (CLC).

### Habitat et logement
En 2018, le nombre total de logements dans la commune était de 174, alors qu'il était de 170 en 2013 et de 131 en 2008.
Parmi ces logements, 84,5 % étaient des résidences principales, 13,2 % des résidences secondaires et 2,3 % des logements vacants. Ces logements étaient pour 98,8 % d'entre eux des maisons individuelles et pour 1,2 % des appartements.
Le tableau ci-dessous présente la typologie des logements à Trézény en 2018 en comparaison avec celle des Côtes-d'Armor et de la France entière. Une caractéristique marquante du parc de logements est ainsi une proportion de résidences secondaires et logements occasionnels (13,2 %) inférieure à celle du département (16,2 %) mais supérieure à celle de la France entière (9,7 %). Concernant le statut d'occupation de ces logements, 86,9 % des habitants de la commune sont propriétaires de leur logement (86,2 % en 2013), contre 71,1 % pour les Côtes-d'Armor et 57,5 % pour la France entière.
| Typologie                                               | Trézény | Côtes-d'Armor | France entière |
| ------------------------------------------------------- | ------- | ------------- | -------------- |
| Résidences principales (en %)                           | 84,5    | 75            | 82,1           |
| Résidences secondaires et logements occasionnels (en %) | 13,2    | 16,2          | 9,7            |
| Logements vacants (en %)                                | 2,3     | 8,8           | 8,2            |

## Toponymie
Le nom de la localité est attesté sous les formes Parochia de Tresizni en 1330, Tresezny et Trezesny en 1395, Tresezny en 1437, 1481 et en 1544, Trenny en 1596 et en 1600, Trézény en 1731.
Trézény vient du vieux breton treb (village) et de saint Sezni, venu d'Irlande.

## Politique et administration

### Rattachements administratifs et électoraux

#### Rattachements administratifs
La commune se trouve dans l'arrondissement de Lannion du département des Côtes-d'Armor.
Elle faisait partie depuis 1801 du canton de Tréguier. Dans le cadre du redécoupage cantonal de 2014 en France, cette circonscription administrative territoriale a disparu, et le canton n'est plus qu'une circonscription électorale.

#### Rattachements électoraux
Pour les élections départementales, la commune fait partie depuis 2014 d'un nouveau canton de Tréguier
Pour l'élection des députés, elle fait partie de la cinquième circonscription des Côtes-d'Armor.

### Intercommunalité
Trézény était membre de la communauté  Lannion-Trégor Agglomération, un établissement public de coopération intercommunale (EPCI) à fiscalité propre créé en 1994 sous le nom de communauté de communes Lannion-Plestin-Perros-Guirec et auquel la commune avait transféré un certain nombre de ses compétences, dans les conditions déterminées par le code général des collectivités territoriales.
Dans le cadre des dispositions de la loi portant nouvelle organisation territoriale de la République du 7 août 2015, qui prévoit que les établissements publics de coopération intercommunale (EPCI) à fiscalité propre doivent avoir un minimum de 15 000 habitants, cette intercommunalité a fusionné avec la petite communauté de communes du Centre Trégor pour former, le 1er janvier 2017, la communauté d'agglomération dénommée  Lannion-Trégor Communauté dont est désormais membre la commune.

### Liste des maires
| Période                                  | Période                        | Identité                       | Étiquette | Qualité |
| ---------------------------------------- | ------------------------------ | ------------------------------ | --------- | --- |
| Les données manquantes sont à compléter. |                                |                                |           | |
| 1944                                     | mars 1965                      | Yves-Marie Derrien             |           | |
| Les données manquantes sont à compléter. |                                |                                |           | |
| mars 1977                                | mars 2001                      | Jean Le Floch (1934-2008)      |           | Maire honoraire |
| mars 2001                                | 27 novembre 2015               | Jean-Yves Unvoas (1945-2015)   | DVD       | Retraité de la Marine nationale Premier adjoint au maire (1989 → 2001) Décédé en fonction                                  |
| 19 février 2016                          | 26 février 2021                | Michel Le Quéméner (1948-2021) |           | Retraité de l'industrie Premier adjoint au maire (2008 → 2015) Président du SRPI du Rudonou (2014 → ? ) Décédé en fonction |
| 29 mai 2021                              | En cours (au 16 décembre 2022) | Yves Peurou                    |           | Employé retraité |

### Jumelages
- Saint-Jacques-d'Ambur (France)

## Équipements et services publics
Les enfants de la commune sont scolarisés avec ceux de Camlez, Coatréven et de Kermaria-Sulard dans le cadre du regroupement pédagogique intercommunal du Rudonou. Ses écoles sont situées à Camlez, pour les maternels et de Kermaria-Sulard ainsi que de Coatréven pour les primaires.

## Population et société

### Démographie
L'évolution du nombre d'habitants est connue à travers les recensements de la population effectués dans la commune depuis 1793. Pour les communes de moins de 10 000 habitants, une enquête de recensement portant sur toute la population est réalisée tous les cinq ans, les populations de référence des années intermédiaires étant quant à elles estimées par interpolation ou extrapolation. Pour la commune, le premier recensement exhaustif entrant dans le cadre du nouveau dispositif a été réalisé en 2006.

En 2022, la commune comptait 355 habitants, en évolution de −1,11 % par rapport à 2016 (Côtes-d'Armor : +1,78 %, France hors Mayotte : +2,11 %).
| 1793 | 1800 | 1806 | 1821 | 1831 | 1836 | 1841 | 1846 | 1851 |
| ---- | ---- | ---- | ---- | ---- | ---- | ---- | ---- | ---- |
| 430  | 369  | 402  | 377  | 319  | 402  | 528  | 545  | 558  |

| 1856 | 1861 | 1866 | 1872 | 1876 | 1881 | 1886 | 1891 | 1896 |
| ---- | ---- | ---- | ---- | ---- | ---- | ---- | ---- | ---- |
| 409  | 442  | 485  | 456  | 394  | 400  | 388  | 360  | 343  |

| 1901 | 1906 | 1911 | 1921 | 1926 | 1931 | 1936 | 1946 | 1954 |
| ---- | ---- | ---- | ---- | ---- | ---- | ---- | ---- | ---- |
| 334  | 324  | 321  | 289  | 294  | 276  | 254  | 242  | 213  |

| 1962 | 1968 | 1975 | 1982 | 1990 | 1999 | 2006 | 2011 | 2016 |
| ---- | ---- | ---- | ---- | ---- | ---- | ---- | ---- | ---- |
| 193  | 187  | 198  | 220  | 304  | 272  | 267  | 350  | 359  |

| 2021 | 2022 | - | - | - | - | - | - | - |
| ---- | ---- | - | - | - | - | - | - | - |
| 354  | 355  | - | - | - | - | - | - | - |

## Culture locale et patrimoine

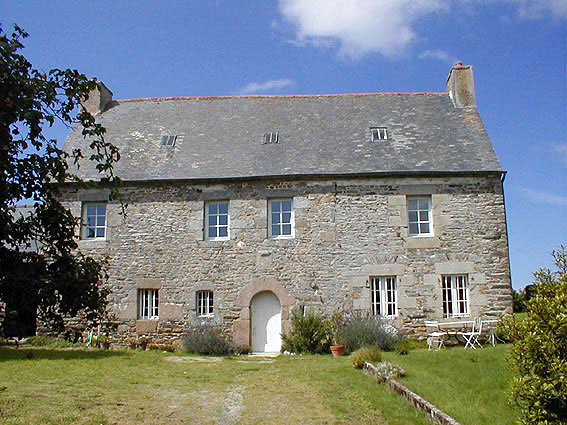
Le presbytère.

### Lieux et monuments
- L'église Saint-Zény (1913).
- Le monument aux morts porte les noms des 12 soldats morts pour la Patrie[23] :
  - 9 sont morts durant la Première Guerre mondiale ;
  - 3 sont morts durant la Seconde Guerre mondiale.
- Presbytère